# Кейси (Австралия)
Городская территория Кейси (англ. The City of Casey) — район местного самоуправления в штате Виктория, Австралия, расположенный в восточном пригороде Мельбурна. Занимает территорию 409,9 квадратных километра. По переписи 2006 года население Кейси составляло 214 960 человек, что делало её наиболее населённым муниципальным образованием Виктории Уровень роста населения Кейси в 1996—2001 и 2001—2006 годах был выше, чем в других быстрорастущих муниципалитетах внешнего Мельбурна..

## Этимология названия
Территория названа в честь лорда Кейси, 16-го генерал-губернатора Австралии.

## История
На протяжении многих веков до появления европейцев район Кейси являлся частью территории народа Банаронг и граничил на севере с территорией народа Уерунджери. В 1837 году в Кейси была создана станция Протектората аборигенов. Это был наиболее важный в районе Мельбурна объект взаимодействия европейцев и аборигенов в первые годы колонизации.[стиль]
Первые европейские поселенцы начали появляться на территории Кейси с конца 1830-х годов, практически одновременно с началом развития Мельбурна. Основным занятием населения долгие годы оставалось скотоводство. Первые органы самоуправления, сообщества и ассоциации переселенцев, начали появляться с конца 1850-х годов. Окружные дорожные советы, сформированные земле- и домовладельцами, были образованы в Кранборне в 1860 году и в Бервике двумя годами позже. Графства Кранборн и Бервик были созданы в 1868 году практически одновременно, с разницей в два месяца. Границы графства Кранборн оставались практически неизменными, и в 1993 году графство отметило своё 125-летие. В апреле 1994 года это графство было преобразовано в городскую территорию.
В 1973 году на базе городской части графства Бервик было создано новое муниципальное образование городская территория Бервик.
Городская территория Кейси была образована в 1994 году в рамках программы укрупнения муниципальных образований (вместо 210 территорий было оставлено 78) путём слияния городской территории Бервик с основной частью графства Кранборн и небольшим районом городской территории Нокс.

## География
Территория Кейси простирается от подножья гор Данденонг на севере до залива Вестерн Порт на юге и имеет разнообразный ландшафт и географические характеристики благодаря удалённости от центра Мельбурна. Предгорья Данденонга на севере в основном заняты пастбищами и небольшими винодельнями. С целью предотвращения дальнейшей жилищной застройки этого района в 2005 году была установлена Граница городского развития. Экстенсивное развитие привело к превращению практически всей территории между районом Эндевор Хиллс и районом Кранборн в зону сплошной городской застройки, включающей также районы Нарр Варрен, Бервик и Доветон. Основная часть этой территории представляет собой равнину и ранее была занята крупными фермерскими хозяйствами. Южнее посёлка Кранборн расположены обширные сельскохозяйственные земли, используемые для садоводства и выпаса скота. В районе Джанкшион Вилладж есть несколько цветочных ферм, а в районе Клайд расположена большая птицеводческая фабрика Ingham’s. С юга городская территория омывается заливом Вестерн Порт. На его берегу расположено несколько посёлков, включая Турадин и Варнит. Береговая линия, включая болота в Турадине, связывает восточную часть залива с полуостровом Морнингтон, хотя сам полуостров не входит в состав Кейси. Граница с графством Кардиния частично проходит по реке Кардиния Крик, которая на юге через каналы отводится в залив Вестерн Порт.

## Спорт
Casey Scorpions, команда по австралийскому футболу, представляет Кейси в Футбольной лиге Виктории. Домашним полем команды является стадион Кейси Филдс в Кранборне. Команда была основана в 1936 году во время Великой депрессии.
В спортивном центре Кейси Филдс также расположен Крикетный клуб Кейси — Южный Мельбурн.

## Достопримечательности
- Центр водного спорта и отдыха Кейси
- Муниципальный театр Кранборн
- Спортивный центр Кейси Филдс
- Торговый центр Вестфилд Фонтейн Гейт
- Листерфилд
- Кампус Бервик Университета Монаша
- Мунлит
- Миюна
- Королевский ботанический сад Кранборн
- Центр искусств Фэктори
- Крытый скейт-парк Шед
- Ботанический парк Вилсон

## Районы и населённые пункты Кейси
Районы:
- Бервик
- Клайд
- Северный Клайд
- Кранборн
- Восточный Кранборн
- Северный Кранборн
- Западный Кранборн
- Южный Кранборн
- Доветон
- Эндевор Хиллс
- Юмеммеринг
- Холлам
- Хэмптон Парк
- Джанкшион Вилладж
- Линбрук
- Нарр Варрен
- Северный Нарр Варрен
- Южный Нарр Варрен
- Харкауэй

Населённые пункты:
- Блинд Байт
- Кэннонс Крик
- Девон Медоус
- Пирсдэйл
- Турадин
- Варнит
- Южный Листерфилд

## Города-побратимы
- Берик-апон-Туид
- Спрингфилд, штат Огайо